# Uralski jeziki
Uralski jeziki so jezikovna družina, ki vsebuje okoli 35 jezikov  in šteje približno 25 milijonov govorcev. Najbolj zastopani uralski jeziki so madžarščina, finščina, estonščina, marijščina in udmurtščina. Države z največjim številom govorcev uralskih jezikov so Estonija, Finska, Madžarska,  Rusija, Norveška, Romunija, Srbija, Slovaška in Švedska.
Pradomovina teh jezikov naj bi bilo Uralsko gorovje, odtod tudi ime jezikovne skupine. Danes sicer najdemo uralske jezike na obeh straneh gorovja. 
Pojem ugrofinski jeziki se pogosto uporablja kot sinonim za uralske jezike, čeprav ugrofinski jeziki ne vključujejo samojedskih jezikov.